# (5817) Robertfrazer
(5817) Robertfrazer est un astéroïde de la ceinture principale aréocroiseur.

## Description
(5817) Robertfrazer est un astéroïde aréocroiseur. Il présente une orbite caractérisée par un demi-grand axe de 2,41 UA, une excentricité de 0,34 et une inclinaison de 21,1° par rapport à l'écliptique.

## Compléments